# 109 Herculis
Désignations
109 Herculis (109 Her) est une étoile géante de la constellation d'Hercule. Elle est située à environ 121 années-lumière de la Terre.
109 Herculis est une étoile géante rouge de type K2IIIab et de magnitude apparente 3,84. C'est l'étoile orange-rouge, isolée, modérément brillante, située à peu près à mi-distance entre Véga de la Lyre et Rasalhague d'Ophiuchus.
Elle formait, avec 93 Her, 95 Her et 102 Her, la constellation désormais obsolète de Cerbère.